# Partido de los Socialdemócratas Búlgaros
El Partido de los Socialdemócratas Búlgaros  (en búlgaro:Partija Balgarski Socialdemokrati) es un partido político socialdemócrata de Bulgaria. Se considera a sí mismo sucesor histórico del Partido Obrero Socialdemócrata Búlgaro de 1894. Forma parte de la Coalición por Bulgaria, una alianza liderada por el Partido Socialista Búlgaro. La Coalición obtuvo en las elecciones de 2001 el 17,1% del voto popular, y 48 de los 240 puestos de la Asamblea Nacional. En las últimas elecciones legislativas, realizadas el 25 de junio de 2005, la Coalición pasó al 33.98% del voto popular y a 82 escaños parlamentarios.